# آملیا راکیا
آملیا راکیا (به انگلیسی: Amelia Racea) ژیمناست زادهٔ ۲۹ اوت ۱۹۹۴ میلادی اهل کشور رومانی است.